# Комиссия по сохранению достопримечательностей Нью-Йорка
Комиссия по сохранению достопримечательностей Нью-Йорка (англ. New York City Landmarks Preservation Commission, сокр. LPC) — агентство города Нью-Йорка, отвечающее за соблюдение закона об Охране памятников истории и культуры.
Следит и выполняет защиту архитектурно, исторически и культурно значимых зданий и объектов Нью-Йорка, предоставляя им статус достопримечательности и контролируя его впоследствии. Является крупнейшим муниципальным агентством по охране природы в США. По состоянию на 1 июля 2020 года Комиссия по сохранению достопримечательностей определило более 37 000 знаковых объектов во всех пяти районах города.

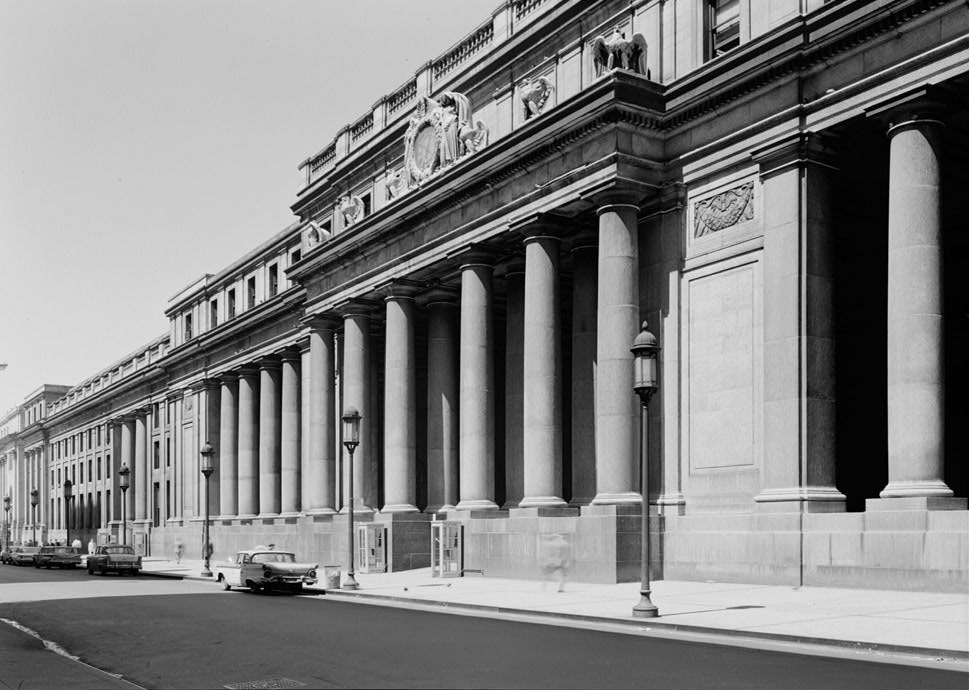
Снос Пенсильванского вокзала стал ключевым моментом в движении за сохранение памятников, приведшее к созданию Нью-Йоркской комиссии.

Комитет в 1961 году организовал мэр Нью-Йорка Роберт Ф. Вагнер-младший; 21 апреля 1962 года комитет был преобразован в комиссию. Значение Комиссия по сохранению достопримечательностей Нью-Йорка была значительно усилена после принятия в апреле 1965 года Закона об Охране памятников истории и культуры, через полтора года после разрушения городского железнодорожного Пенсильванского вокзала.
Здание в Нью-Йорке может быть объявлено исторической достопримечательностью не менее, чем после тридцати лет его существования. Комиссия в составе одиннадцати уполномоченных отвечает за принятие решений о том, какие объекты должны получить статус памятников, а также за принятие правил для защиты эстетического и исторического характера этих объектов. Роль комиссии менялась с течением времени, особенно в связи с изменением рынка недвижимости в Нью-Йорке.
Уполномоченные Комиссии по сохранению достопримечательностей Нью-Йорка (кроме председателя) не получают заработной платы и работают в течение трехлетнего срока на неполном рабочем дне. По закону в состав уполномоченных должно входить как минимум шесть специалистов: три архитектора, историк, градостроитель (или ландшафтный архитектор) и риелтор. Кроме того, в состав уполномоченных должен входить как минимум один житель из каждого из пяти районов Нью-Йорка. В комиссии также работает штатный оплачиваемый персонал из 80 человек, куда входят администраторы, юрисконсульты, архитекторы, историки, эксперты по реставрации и научные сотрудники. Комиссии помогают студенты, финансируемые федеральным правительством, а также волонтеры.